# سن کارلوس
سن کارلوس (به اسپانیایی: San Carlos) یک شهر در ونزوئلا است و مرکز ایالت کوخدس به شمار می‌رود. سن کارلوس ۸۳٬۹۵۷ نفر جمعیت دارد و ۱۵۲ متر بالاتر از سطح دریا واقع شده‌است.